# Kazahsztán a 2002. évi téli olimpiai játékokon
Kazahsztán az egyesült államokbeli Salt Lake Cityben megrendezett 2002. évi téli olimpiai játékok egyik részt vevő nemzete volt. Az országot az olimpián 7 sportágban 50 sportoló képviselte, akik érmet nem szereztek.

## Alpesisí
Férfi
| Versenyző         | Versenyszám      | 1. futam      | 1. futam      | 2. futam | 2. futam | Összesítés | Összesítés |
| Versenyző         | Versenyszám      | Idő           | Hely.         | Idő      | Hely.    | Idő        | Helyezés   |
| ----------------- | ---------------- | ------------- | ------------- | -------- | -------- | ---------- | ---------- |
| Danyil Anyiszimov | Műlesiklás       | nem ért célba | nem ért célba | kiesett  | kiesett  | kiesett    | kiesett    |
| Danyil Anyiszimov | Óriás-műlesiklás | 1:21,40       | 66.           | 1:19,21  | 53.      | 2:40,61    | 53.        |

Női
| Versenyző             | Versenyszám      | 1. futam      | 1. futam      | 2. futam | 2. futam | Összesítés | Összesítés |
| Versenyző             | Versenyszám      | Idő           | Hely.         | Idő      | Hely.    | Idő        | Helyezés   |
| --------------------- | ---------------- | ------------- | ------------- | -------- | -------- | ---------- | ---------- |
| Oleszja Perszidszkaja | Műlesiklás       | 1:03,98       | 44.           | 1:05,99  | 35.      | 2:09,97    | 34.        |
| Oleszja Perszidszkaja | Óriás-műlesiklás | nem ért célba | nem ért célba | kiesett  | kiesett  | kiesett    | kiesett    |

## Biatlon
Férfi
| Versenyző      | Versenyszám  | Lövőhiba    | Időeredmény | Helyezés |
| -------------- | ------------ | ----------- | ----------- | -------- |
| Dmitrij Pantov | 10 km sprint | 5 (2+3)     | 29:46,3     | 79.      |
| Dmitrij Pantov | 20 km egyéni | 3 (1+2+0+0) | 57:32,8     | 49.      |

Női
| Versenyző    | Versenyszám         | Lövőhiba    | Időeredmény | Helyezés |
| ------------ | ------------------- | ----------- | ----------- | -------- |
| Jelena Dubok | 7,5 km sprint       | 1 (1+0)     | 24:50,1     | 62.      |
| Jelena Dubok | 10 km üldözőverseny | 2 (0+1+0+1) | 34:41,5     | 30.      |
| Jelena Dubok | 15 km egyéni        | 5 (0+2+1+2) | 57:32,5     | 60.      |

## Gyorskorcsolya
Férfi
| Versenyző           | Versenyszám | Eredmény | Helyezés |
| ------------------- | ----------- | -------- | -------- |
| Ragyik Bikcsentajev | 1500 m      | 1:47,04  | 19.      |
| Ragyik Bikcsentajev | 5000 m      | 6:31,47  | 19.      |
| Szergej Iljuscsenko | 5000 m      | 6:38,09  | 29.      |
| Vlagyimir Kosztyin  | 1500 m      | 1:49,57  | 39.      |
| Vlagyimir Kosztyin  | 5000 m      | 6:44,10  | 31.      |
| Szergej Cibenko     | 1000 m      | 1:10,13  | 27.      |
| Szergej Cibenko     | 1500 m      | 1:46,40  | 16.      |
| Nyikolaj Uljanyin   | 1500 m      | 1:49,42  | 36.      |

Női
| Versenyző           | Versenyszám | Eredmény       | Helyezés       |
| ------------------- | ----------- | -------------- | -------------- |
| Anzselika Gavrilova | 1500 m      | 2:03,22        | 32.            |
| Anzselika Gavrilova | 3000 m      | 4:20,36        | 28.            |
| Ljudmila Prokasova  | 1000 m      | 1:18,19        | 28.            |
| Ljudmila Prokasova  | 3000 m      | 4:09,74        | 16.            |
| Ljudmila Prokasova  | 5000 m      | nem ért célba~ | nem ért célba~ |
| Marina Pupina       | 1500 m      | 2:05,13        | 37.            |
| Marina Pupina       | 3000 m      | 4:20,04        | 27.            |

~ - a futam során elesett

## Jégkorong

### Női
| Kazah nemzeti női jégkorongcsapat-játékoskeret | Kazah nemzeti női jégkorongcsapat-játékoskeret | Kazah nemzeti női jégkorongcsapat-játékoskeret | Kazah nemzeti női jégkorongcsapat-játékoskeret | Kazah nemzeti női jégkorongcsapat-játékoskeret | Kazah nemzeti női jégkorongcsapat-játékoskeret | Kazah nemzeti női jégkorongcsapat-játékoskeret |
| #                                              | Név                                            | Poszt                                          | Magasság                                       | Súly                                           | Kor                                            | Klub                                           |
| ---------------------------------------------- | ---------------------------------------------- | ---------------------------------------------- | ---------------------------------------------- | ---------------------------------------------- | ---------------------------------------------- | ---------------------------------------------- |
| 1                                              | Anna Akimbetyeva                               | K                                              | 48                                             | 106                                            | 1976. augusztus 20. (25 évesen)                | CSZKA                                          |
| 33                                             | Natalja Trunova                                | K                                              | 70                                             | 154                                            | 1982. január 20. (20 évesen)                   | CSZKA                                          |
| 2                                              | Antonyida Aszonova                             | V                                              | 63                                             | 139                                            | 1979. augusztus 24. (22 évesen)                | CSZKA                                          |
| 4                                              | Okszana Tajkevics                              | V                                              | 68                                             | 150                                            | 1974. július 26. (27 évesen)                   | CSZKA                                          |
| 9                                              | Olga Potapova                                  | V                                              | 60                                             | 132                                            | 1976. december 16. (25 évesen)                 | CSZKA                                          |
| 12                                             | Viktorija Adijeva                              | V                                              | 55                                             | 121                                            | 1981. április 25. (20 évesen)                  | CSZKA                                          |
| 16                                             | Olga Koniseva                                  | V                                              | 58                                             | 128                                            | 1972. május 29. (29 évesen)                    | CSZKA                                          |
| 21                                             | Viktorija Szazonova                            | V                                              | 54                                             | 119                                            | 1983. augusztus 30. (18 évesen)                | CSZKA                                          |
| 5                                              | Tatyjana Hlizova                               | T                                              | 58                                             | 128                                            | 1981. március 10. (20 évesen)                  | CSZKA                                          |
| 6                                              | Ljubov Vafina                                  | T                                              | 50                                             | 110                                            | 1967. november 25. (34 évesen)                 | Ustinka                                        |
| 7                                              | Ljubov Alekszejeva                             | T                                              | 47                                             | 104                                            | 1984. május 5. (17 évesen)                     | RSMSM                                          |
| 10                                             | Jelena Stelmajszter                            | T                                              | 51                                             | 112                                            | 1977. szeptember 15. (24 évesen)               | CSZKA                                          |
| 11                                             | Nagyezsda Loszeva                              | T                                              | 64                                             | 141                                            | 1974. december 24. (27 évesen)                 | CSZKA                                          |
| 14                                             | Gyinara Gyikambajeva                           | T                                              | 49                                             | 108                                            | 1982. május 11. (19 évesen)                    | CSZKA                                          |
| 17                                             | Olga Krjukova                                  | T                                              | 53                                             | 117                                            | 1974. november 27. (27 évesen)                 | CSZKA                                          |
| 19                                             | Natalja Jakovcsuk                              | T                                              | 60                                             | 132                                            | 1975. július 29. (26 évesen)                   | CSZKA                                          |
| 23                                             | Jekatyerina Malceva                            | T                                              | 53                                             | 117                                            | 1985. március 31. (16 évesen)                  | CSZKA                                          |
| 27                                             | Szvetlana Malceva                              | T                                              | 48                                             | 106                                            | 1970. október 29. (31 évesen)                  | CSZKA                                          |
| 29                                             | Szvetlana Vaszina                              | T                                              | 51                                             | 112                                            | 1971. november 19. (30 évesen)                 | CSZKA                                          |
| 30                                             | Julija Szolovjova                              | T                                              | 74                                             | 163                                            | 1967. január 4. (35 évesen)                    | CSZKA                                          |
| Vezetőedző: Alekszandr Malcev                  | Vezetőedző: Alekszandr Malcev                  | Vezetőedző: Alekszandr Malcev                  | Vezetőedző: Alekszandr Malcev                  | Vezetőedző: Alekszandr Malcev                  | 1959. január 6. (43 évesen)                    | 1959. január 6. (43 évesen)                    |

- Posztok rövidítései: K – Kapus, V – Védő, T – Támadó
- Kor: 2002. február 9-i kora

#### Eredmények
| Csapat      | M | Gy | V | D | G+ | G– | Gk  | P |
| ----------- | - | -- | - | - | -- | -- | --- | - |
| Kanada      | 3 | 3  | 0 | 0 | 25 | 0  | +25 | 6 |
| Svédország  | 3 | 2  | 1 | 0 | 10 | 13 | –3  | 4 |
| Oroszország | 3 | 1  | 2 | 0 | 6  | 11 | –5  | 2 |
| Kazahsztán  | 3 | 0  | 3 | 0 | 1  | 18 | 17  | 0 |

| 2002. február 11. | Kanada (CAN) | 7 – 0 (3–0, 2–0, 2–0) | Kazahsztán | E Center, West Valley City Nézőszám: 7321 |

|  |  |  |  |  |
|  |  |  |  |  |
|  |  |  |  |  |
|  |  |  |  |  |

| 2002. február 13. | Svédország (SWE) | 7 – 0 (3–0, 2–0, 2–0) | Kazahsztán | Peaks Ice Arena, Provo Nézőszám: 5349 |

|  |  |  |  |  |
|  |  |  |  |  |
|  |  |  |  |  |
|  |  |  |  |  |

| 2002. február 15. | Kazahsztán (KAZ) | 1 – 4 (1–1, 0–2, 0–1) | Oroszország | Peaks Ice Arena, Provo Nézőszám: 5618 |

|  |  |  |  |  |
|  |  |  |  |  |
|  |  |  |  |  |
|  |  |  |  |  |

Az 5–8. helyért
| 2002. február 17. | Németország (GER) | 4 – 0 (1–0, 3–0, 0–0) | Kazahsztán | E Center, West Valley City Nézőszám: 7773 |

|  |  |  |  |  |
|  |  |  |  |  |
|  |  |  |  |  |
|  |  |  |  |  |

A 7. helyért
| 2002. február 19. | Kína (CHN) | 2 – 1 (h.u.) (1–0, 0–0, 0–1, 1–0) | Kazahsztán | Peaks Ice Arena, Provo Nézőszám: 5490 |

|  |  |  |  |  |
|  |  |  |  |  |
|  |  |  |  |  |
|  |  |  |  |  |

| Csapat     | Helyezés |
| ---------- | -------- |
| Kazahsztán | 8.       |

## Síakrobatika
Mogul
| Versenyző          | Versenyszám | Selejtező | Selejtező | Döntő   | Döntő    |
| Versenyző          | Versenyszám | Pont      | Helyezés  | Pont    | Helyezés |
| ------------------ | ----------- | --------- | --------- | ------- | -------- |
| Alekszej Bannyikov | Férfi       | 22,14     | 24.       | kiesett | kiesett  |

## Sífutás
Férfi
| Versenyző                                                          | Versenyszám     | Selejtező | Selejtező | Negyeddöntő | Negyeddöntő | Elődöntő | Elődöntő | B döntő | B döntő | Döntő     | Döntő    |
| Versenyző                                                          | Versenyszám     | Idő       | Hely.     | Idő         | Hely.       | Idő      | Hely.    | Idő     | Hely.   | Idő       | Helyezés |
| ------------------------------------------------------------------ | --------------- | --------- | --------- | ----------- | ----------- | -------- | -------- | ------- | ------- | --------- | -------- |
| Vlagyimir Borcov                                                   | Sprint          | 3:06,03   | 50.       | kiesett     | kiesett     | kiesett  | kiesett  | kiesett | kiesett | kiesett   | 49.      |
| Vlagyimir Borcov                                                   | 30 km           |           |           |             |             |          |          |         |         | 1:17:47,5 | 46.      |
| Nyikolaj Csebotyko                                                 | Sprint          | 3:00,31   | 34.       | kiesett     | kiesett     | kiesett  | kiesett  | kiesett | kiesett | kiesett   | 33.      |
| Nyikolaj Csebotyko                                                 | 30 km           |           |           |             |             |          |          |         |         | 1:14:32,2 | 22.      |
| Andrej Golovko                                                     | 15 km           |           |           |             |             |          |          |         |         | 39:28,1   | 18.      |
| Andrej Golovko                                                     | 50 km           |           |           |             |             |          |          |         |         | 2:16:42,2 | 23.      |
| Gyenyisz Krivuskin                                                 | Sprint          | 3:02,73   | 43.       | kiesett     | kiesett     | kiesett  | kiesett  | kiesett | kiesett | kiesett   | 42.      |
| Gyenyisz Krivuskin                                                 | 15 km           |           |           |             |             |          |          |         |         | 40:27,7   | 37.      |
| Andrej Nyevzorov                                                   | 30 km           |           |           |             |             |          |          |         |         | 1:14:12,1 | 18.      |
| Andrej Nyevzorov                                                   | 50 km           |           |           |             |             |          |          |         |         | 2:13:53,1 | 13.      |
| Makszim Odnodvorcev                                                | Sprint          | 3:06,83   | 51.       | kiesett     | kiesett     | kiesett  | kiesett  | kiesett | kiesett | kiesett   | 50.      |
| Makszim Odnodvorcev                                                | 30 km           |           |           |             |             |          |          |         |         | 1:16:25,6 | 37.      |
| Makszim Odnodvorcev                                                | 50 km           |           |           |             |             |          |          |         |         | 2:19:50,3 | 34.      |
| Pavel Rjabinyin                                                    | 15 km           |           |           |             |             |          |          |         |         | 41:03,2   | 42.      |
| Igor Zubrilin                                                      | 15 km           |           |           |             |             |          |          |         |         | 41:15,5   | 44.      |
| Igor Zubrilin                                                      | 50 km           |           |           |             |             |          |          |         |         | 2:20:25,7 | 35.      |
| Andrej Golovko Pavel Rjabinyin Nyikolaj Csebotyko Andrej Nyevzorov | 4 × 10 km váltó |           |           |             |             |          |          |         |         | 1:38:20,8 | 14.      |

| Versenyző          | Versenyszám              | 10 km klasszikus | 10 km klasszikus | 10 km szabad | 10 km szabad | Helyezés |
| Versenyző          | Versenyszám              | Idő              | Hely.            | Időhátrány   | Idő          | Helyezés |
| ------------------ | ------------------------ | ---------------- | ---------------- | ------------ | ------------ | -------- |
| Nyikolaj Csebotyko | 10 + 10 km üldözőverseny | 27:50,0          | 37.              | +1:42        | 25:56,5      | 39.      |
| Andrej Golovko     | 10 + 10 km üldözőverseny | 26:45,8          | 10.              | +0:38        | 24:48,9      | 21.      |
| Gyenyisz Krivuskin | 10 + 10 km üldözőverseny | 28:22,0          | 49.              | +2:14        | 26:57,7      | 48.      |
| Andrej Nyevzorov   | 10 + 10 km üldözőverseny | 27:14,3          | 24.              | +1:07        | 24:27,7      | 15.      |

Női
| Versenyző                                                                    | Versenyszám    | Selejtező | Selejtező | Negyeddöntő | Negyeddöntő | Elődöntő | Elődöntő | B döntő | B döntő | Döntő     | Döntő    |
| Versenyző                                                                    | Versenyszám    | Idő       | Hely.     | Idő         | Hely.       | Idő      | Hely.    | Idő     | Hely.   | Idő       | Helyezés |
| ---------------------------------------------------------------------------- | -------------- | --------- | --------- | ----------- | ----------- | -------- | -------- | ------- | ------- | --------- | -------- |
| Szvetlana Desevih                                                            | 10 km          |           |           |             |             |          |          |         |         | 30:39,2   | 33.      |
| Szvetlana Desevih                                                            | 30 km          |           |           |             |             |          |          |         |         | 1:46:18,1 | 37.      |
| Natalja Iszacsenko                                                           | Sprint         | 3:39,09   | 51.       | kiesett     | kiesett     | kiesett  | kiesett  | kiesett | kiesett | kiesett   | 51.      |
| Natalja Iszacsenko                                                           | 15 km          |           |           |             |             |          |          |         |         | 45:51,4   | 49.      |
| Szvetlana Siskina-Malahova                                                   | 10 km          |           |           |             |             |          |          |         |         | 30:06,7   | 21.      |
| Szvetlana Siskina-Malahova                                                   | 15 km          |           |           |             |             |          |          |         |         | 43:05,1   | 33.      |
| Szvetlana Siskina-Malahova                                                   | 30 km          |           |           |             |             |          |          |         |         | 1:37:14,5 | 16.      |
| Darja Sztarosztyina                                                          | Sprint         | 3:41,69   | 53.       | kiesett     | kiesett     | kiesett  | kiesett  | kiesett | kiesett | kiesett   | 53.      |
| Darja Sztarosztyina                                                          | 15 km          |           |           |             |             |          |          |         |         | 45:28,8   | 45.      |
| Jelena Antonova                                                              | 10 km          |           |           |             |             |          |          |         |         | 30:27,3   | 29.      |
| Jelena Antonova                                                              | 30 km          |           |           |             |             |          |          |         |         | 1:43:37,6 | 32.      |
| Okszana Jackaja                                                              | 10 km          |           |           |             |             |          |          |         |         | 30:13,9   | 24.      |
| Okszana Jackaja                                                              | 15 km          |           |           |             |             |          |          |         |         | 42:46,0   | 25.      |
| Okszana Jackaja                                                              | 30 km          |           |           |             |             |          |          |         |         | 1:37:25,3 | 17.      |
| Szvetlana Desevih Jelena Antonova Okszana Jackaja Szvetlana Siskina-Malahova | 4 × 5 km váltó |           |           |             |             |          |          |         |         | 51:52,2   | 11.      |

| Versenyző                  | Versenyszám            | 5 km klasszikus | 5 km klasszikus | 5 km szabad | 5 km szabad | Helyezés |
| Versenyző                  | Versenyszám            | Idő             | Hely.           | Időhátrány  | Idő         | Helyezés |
| -------------------------- | ---------------------- | --------------- | --------------- | ----------- | ----------- | -------- |
| Szvetlana Desevih          | 5 + 5 km üldözőverseny | 14:16,2         | 39.             | +1:17       | 14:09,5     | 43.      |
| Szvetlana Siskina-Malahova | 5 + 5 km üldözőverseny | 14:00,6         | 26.             | +1:01       | 13:16,8     | 24.      |
| Jelena Antonova            | 5 + 5 km üldözőverseny | 14:06,6         | 31.             | +1:07       | 14:23,6     | 47.      |
| Okszana Jackaja            | 5 + 5 km üldözőverseny | 13:48,3         | 14.             | +0:49       | 13:10,8     | 15.      |

## Síugrás
| Versenyző                                                               | Versenyszám | Selejtező | Selejtező | 1. ugrás | 1. ugrás | 2. ugrás | 2. ugrás | Összesítés | Összesítés |
| Versenyző                                                               | Versenyszám | Pont      | Hely.     | Pont     | Hely.    | Pont     | Hely.    | Pont       | Helyezés   |
| ----------------------------------------------------------------------- | ----------- | --------- | --------- | -------- | -------- | -------- | -------- | ---------- | ---------- |
| Sztanyiszlav Filimonov                                                  | Normálsánc  | 111,5     | 16.       | 111,5    | 28.      | 98,0     | 32.      | 209,5      | 32.        |
| Sztanyiszlav Filimonov                                                  | Nagysánc    | 96,3      | 25.       | 114,9    | 21.*     | 82,5     | 30.      | 197,4      | 30.        |
| Pavel Gajduk                                                            | Normálsánc  | 92,0      | 35.       | 96,5     | 44.*     | kiesett  | kiesett  | kiesett    | kiesett    |
| Pavel Gajduk                                                            | Nagysánc    | 76,2      | 38.       | kiesett  | kiesett  | kiesett  | kiesett  | kiesett    | kiesett    |
| Alekszandr Korobov                                                      | Normálsánc  | 90,5      | 38.       | 85,5     | 48.      | kiesett  | kiesett  | kiesett    | kiesett    |
| Alekszandr Korobov                                                      | Nagysánc    | 65,2      | 46.       | kiesett  | kiesett  | kiesett  | kiesett  | kiesett    | kiesett    |
| Makszim Polunyin                                                        | Normálsánc  | 106,5     | 24.*      | 103,5    | 38.      | kiesett  | kiesett  | kiesett    | kiesett    |
| Makszim Polunyin                                                        | Nagysánc    | 92,2      | 28.       | 83,1     | 48.      | kiesett  | kiesett  | kiesett    | kiesett    |
| Makszim Polunyin Sztanyiszlav Filimonov Alekszandr Korobov Pavel Gajduk | Csapat      |           |           | 265,4    | 13.      | 355,7    | 12.      | 621,1      | 13.        |

* - egy másik versenyzővel azonos eredményt ért el